# Мемориал Славы (Тирасполь)
Мемориал Славы — главный историко-мемориальный комплекс города Тирасполь, столицы Приднестровской Молдавской Республики. Открыт в 1972 году.
Здесь захоронены участники Гражданской войны, Великой Отечественной войны, а также участники приднестровского конфликта в 1992 году.

## Описание

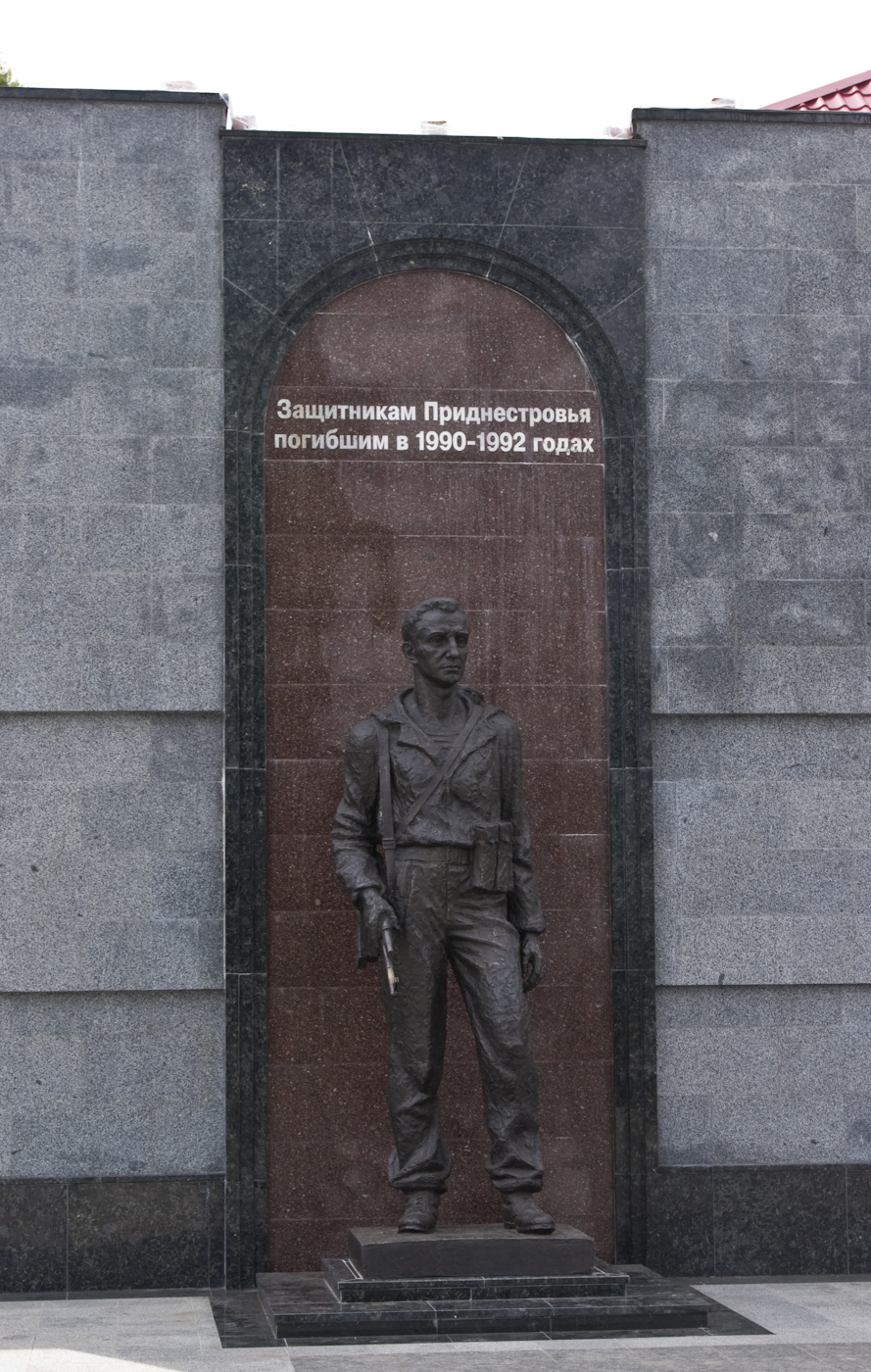
Памятник защитникам Приднестровья

На мемориальных плитах были увековечены имена 900 советских солдат и офицеров, погибших в Приднестровье в годы Великой Отечественной войны. Среди них имена четырёх Героев Советского Союза родившихся в Приднестровье — полковник А. Шутов, майор В. Кадун, капитан М. Котловец, старшина М. Линник. Они погибли на разных фронтах Советского Союза, но все были похоронены на родной земле.
Работу по розыску и уточнению имён погибших солдат во время возведения Мемориала вёл городской военкомат, которому помогали пионеры-«красные следопыты». Сотрудники Тираспольского историко-краеведческого музея написали около 900 писем родным и близким героев, захороненных на Мемориале.
В качестве памятника павшим солдатам на Мемориале был установлен танк «Т-34-85», переправленный из Венгрии в апреле 1945 года по просьбе заместителя командира 7-го механизированного корпуса В. А. Сергеевым, после того как его сын — командир танка лейтенанта Борис Васильевич Сергеев — погиб в ходе Будапештской наступательной операции. Под танком была захоронена капсула с землёй, привезенной из Волгограда.
Впоследствии в Мемориале Славы была увековечена память о погибших во время приднестровской войны в 1992 году. Среди них — Николай Остапенко, глава Слободзейского районного Совета народных депутатов, погибший 30 апреля 1992 от рук группы «Бужор» (группа Илашку).
Составной частью Мемориала является памятник воинам-интернационалистам, погибшим в Афганистане, открытый в 1995 году.

## История

### Предыстория
В 1920-х годах на месте Мемориала славы располагался сквер. Там был похоронен комиссар кавалерийской бригады Григория Котовского В. Ф. Христофоров, который вместе с командиром во время Гражданской войны освобождал Тирасполь от белогвардейских войск и мародёров.
В ноябре 1921 года на территории сквера были похоронены 22 пограничника Парканской заставы, павшие от рук белогвардейцев.

### Строительство Мемориала
Решение о создании в Тирасполе на берегу Днестра Мемориального комплекса Славы было принято в начале 1970-х годов.
В проведённом конкурсе право строительства комплекса завоевало стройуправление № 28, руководимое Героем Социалистического Труда И. Д. Дьяченко.
Авторами проекта выступили скульпторы Леонид Фишбейн (1909—2010) и Гарри Файфермахер.
Мемориальный комплекс Славы был открыт 23 февраля 1972 года в День защитника Отечества в центре Тирасполя.
В этот день в торжественной обстановке провели перезахоронение останков советских солдат и офицеров на Мемориальном комплексе Славы. На мраморных плитах Мемориала высечены имена и фамилии уроженцев Приднестровья, павших на полях сражений Великой Отечественной войны, а также бойцов из Алтая, Сибири, Дальнего Востока и Кавказа, погибших при освобождении Приднестровья.
Вечный огонь у могилы Неизвестного солдата зажёг участник Ясско-Кишиневской операции, Герой Советского Союза Михаил Харин.
12 апреля 1972 года — в день 28-й годовщины освобождения Тирасполя от фашистских захватчиков — на почётную вахту у Вечного огня заступили учащиеся Тираспольской средней школы № 6, в которой до войны учились пять будущих Героев Советского Союза.

### Реконструкция
В 2009—2010 годах была проведена реконструкция Мемориала Славы. В ходе реконструкции была возведена Стена Памяти, на которой высечены имена всех защитников Приднестровья, погибших в 1990—1992 годах. Здесь же была установлена скульптура Скорбящей Матери. На ремонт Мемориала Славы из бюджета выделен 1 млн рублей (105 тыс. долларов). Реконструированный Мемориал Славы был открыт в начале августа 2010 года.
17 августа 2010 года Мемориал Славы подвергся акту вандализма. Был похищен фрагмент скульптуры воина-афганца. Кисть и фрагмент предплечья фигуры воина была аккуратно отломана или отпилена и похищена.
В октябре 2011 года была построена и освящена часовня Святого Георгия Победоносца.
26 апреля 2019 года на территории комплекса открыли памятник ликвидаторам аварии на Чернобыльской АЭС.
В 2024 году началась реконструкция мемориала. В рамках обновления было намечено установить гранитные плиты с именами 1353 тираспольчан, погибших на фронтах Великой Отечественной войны.

## Галерея

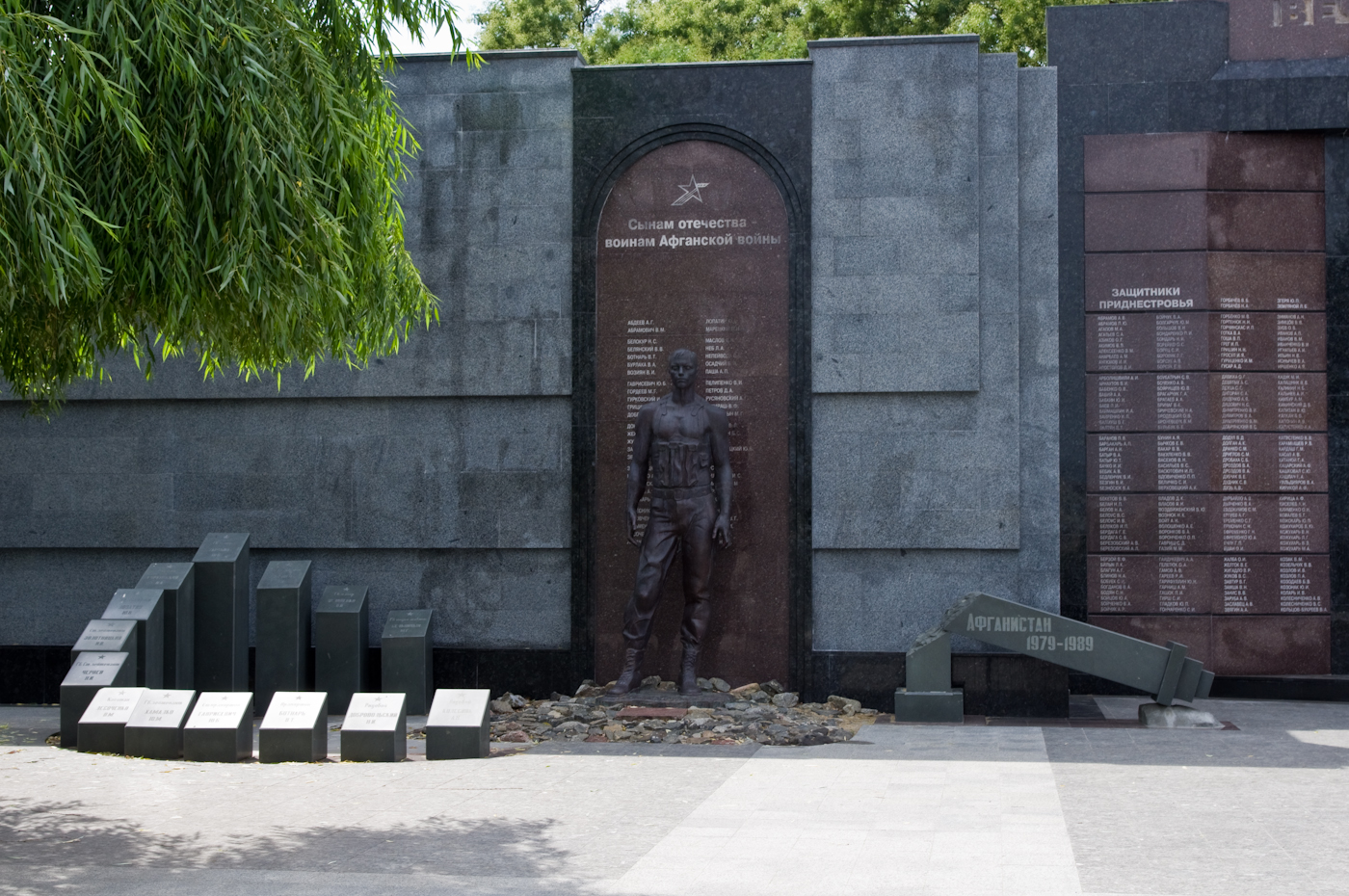
Памятник воинам-афганцам
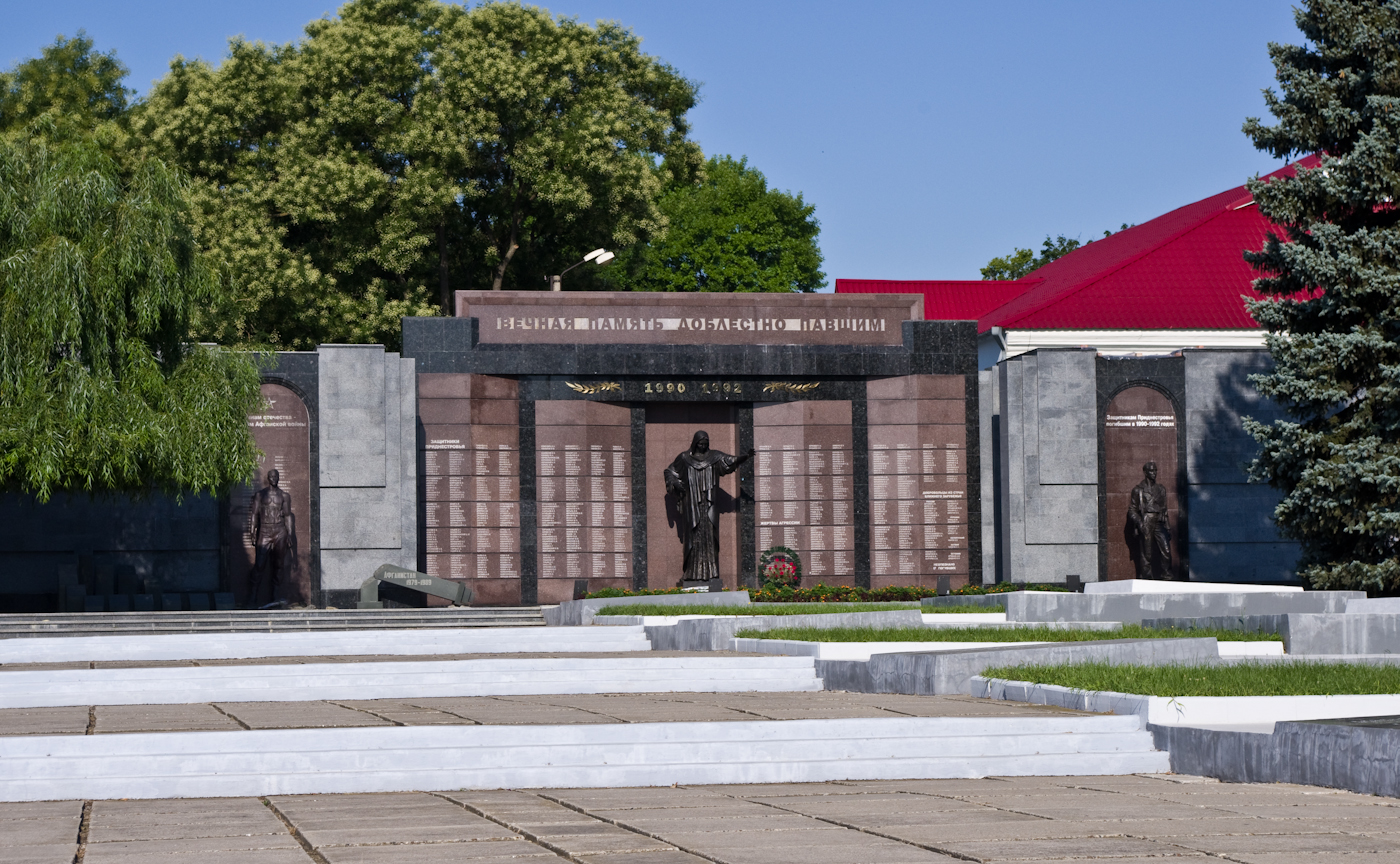
Мемориал славы
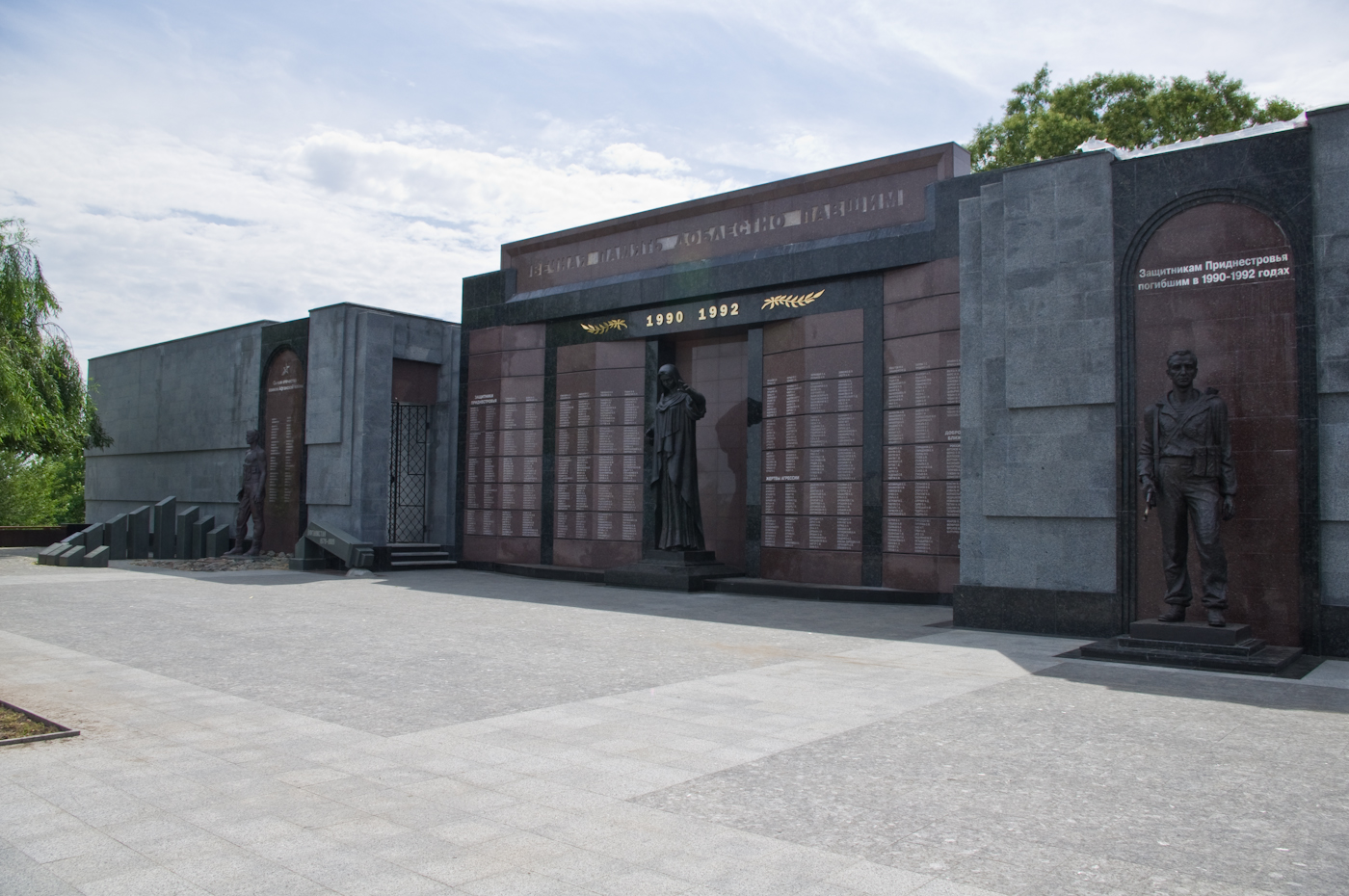
Памятники
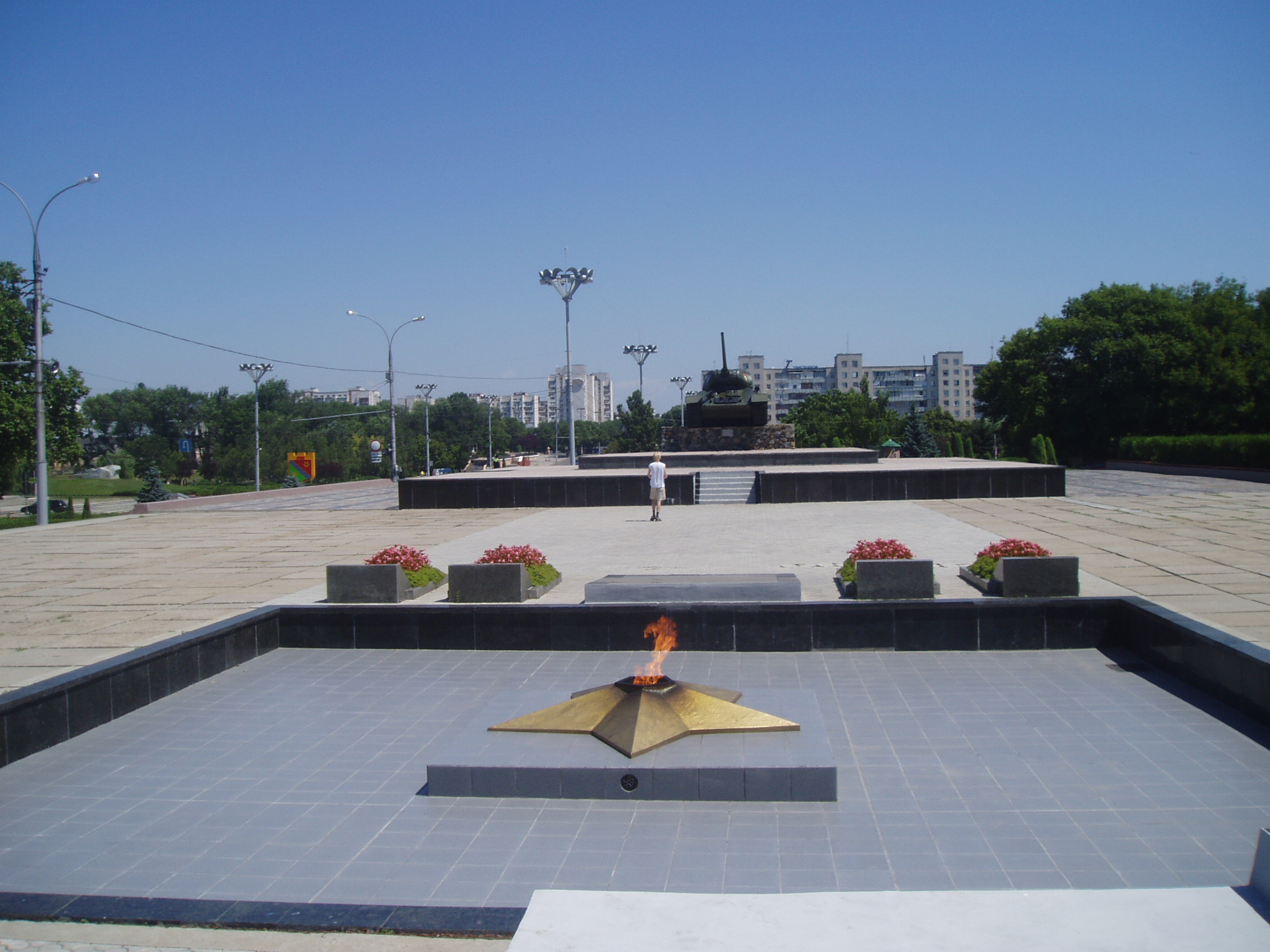
Вечный огонь
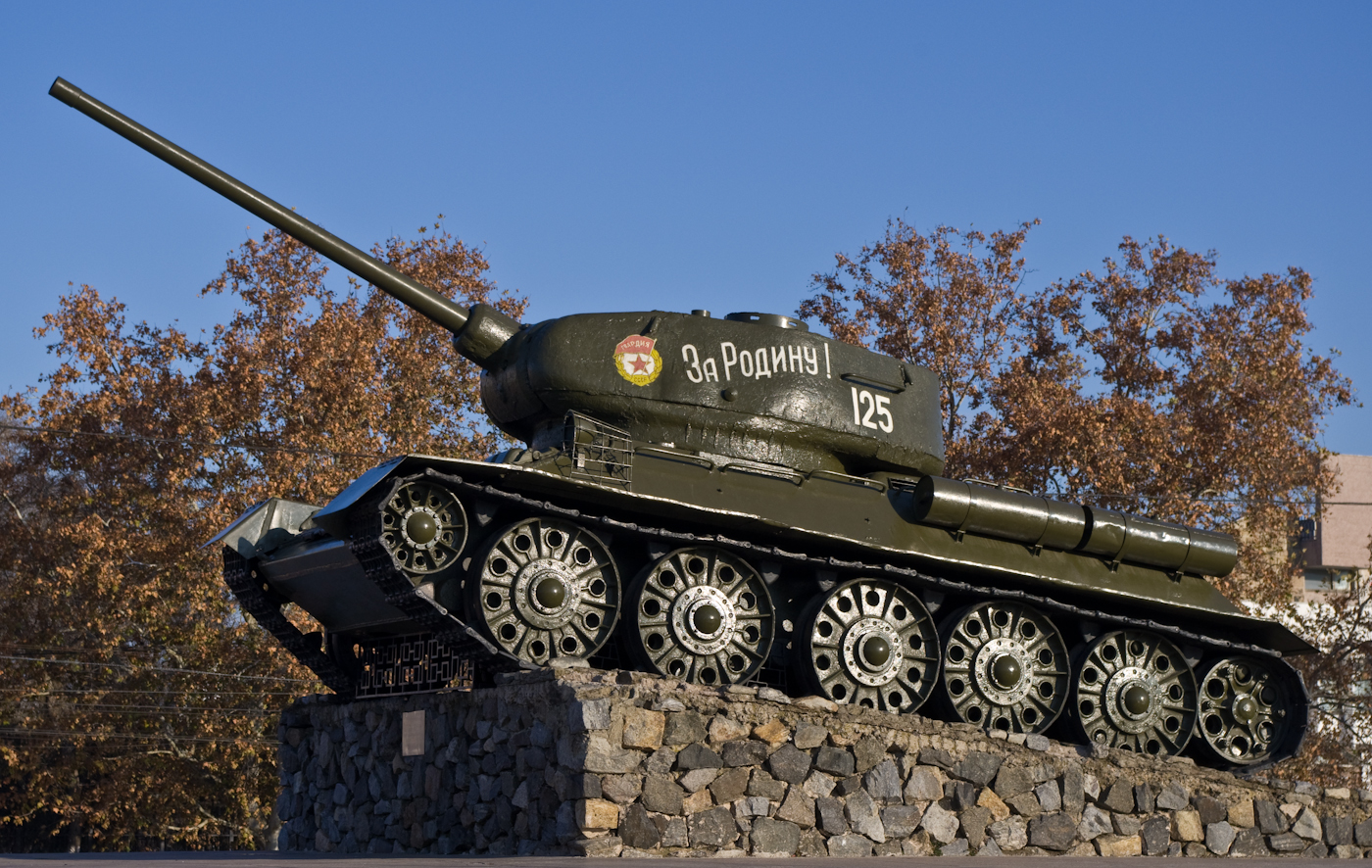
Танк «Т-34-85»
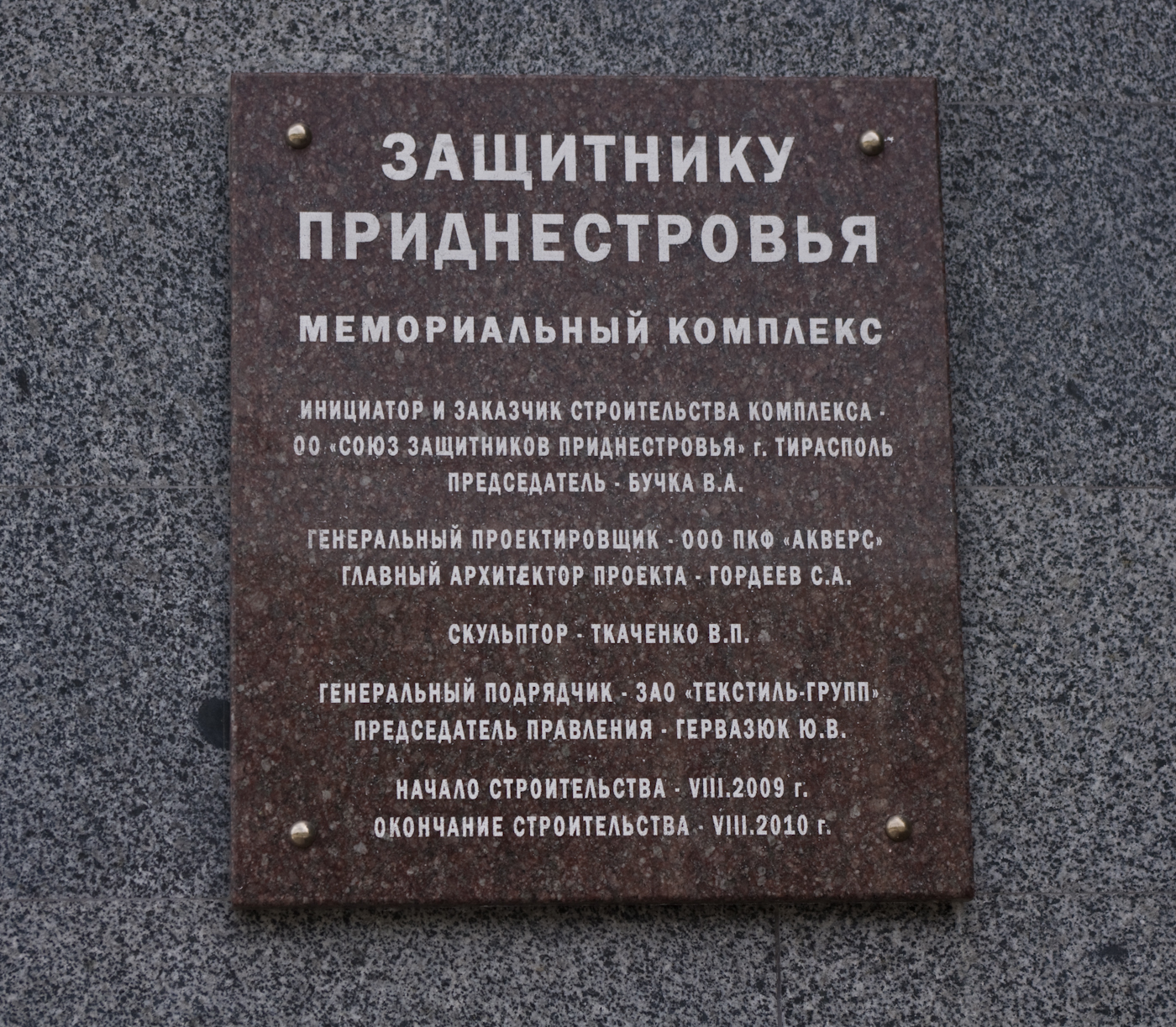
Заказчик памятника «Защитнику Приднестровья»
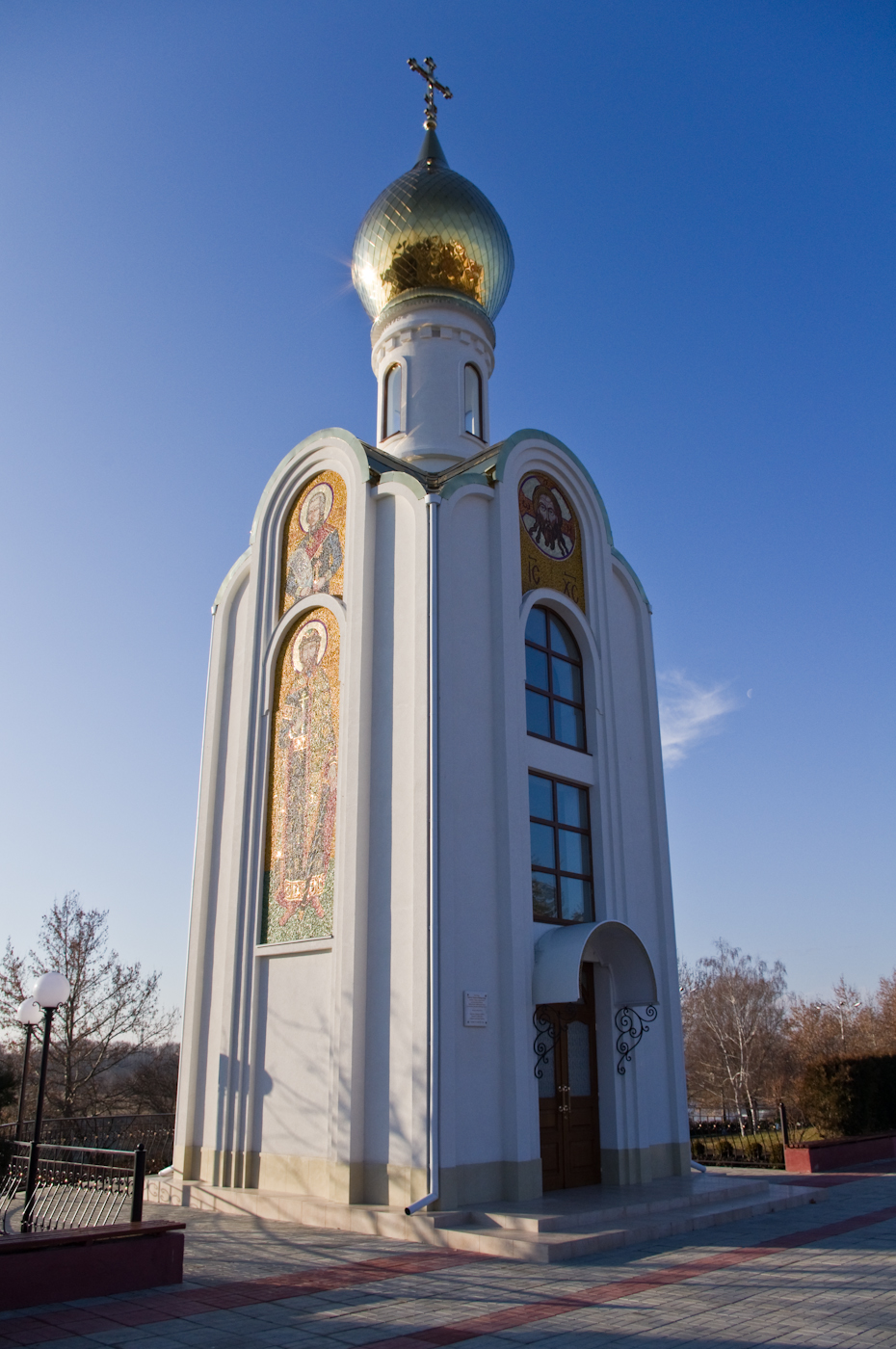
Часовня Святого Георгия Победоносца
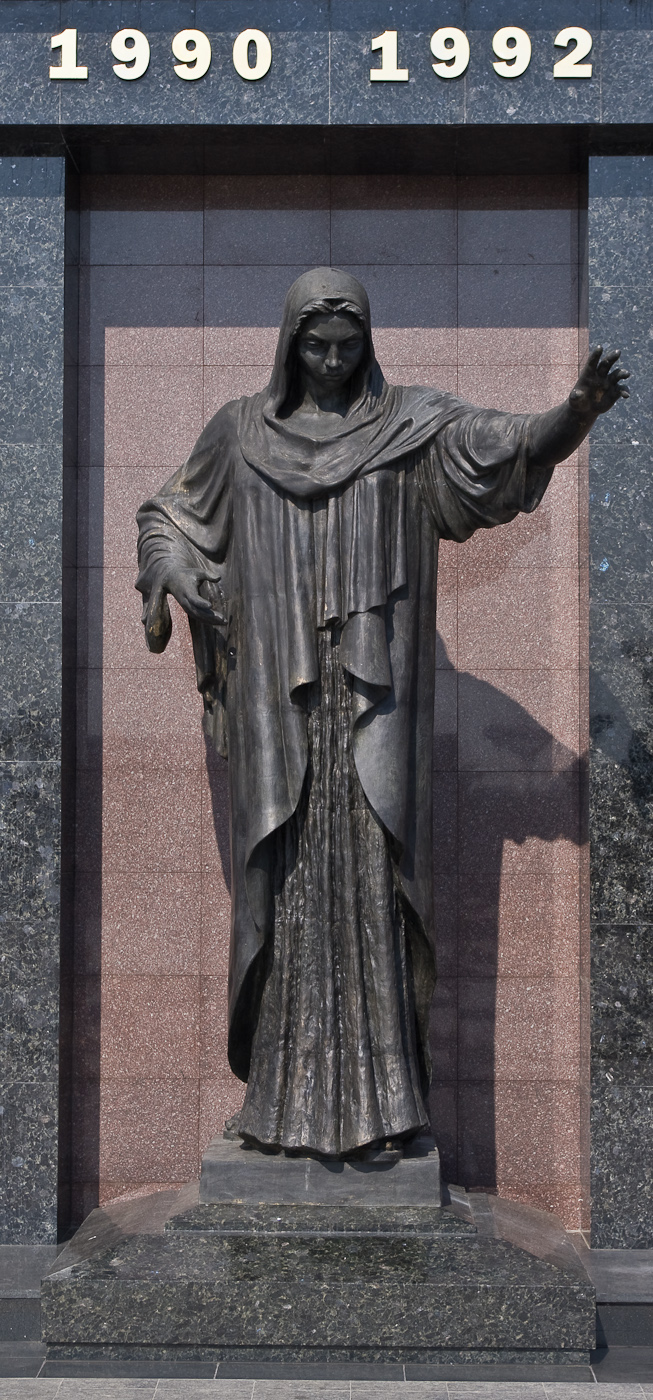
Скульптура Скорбящей Матери
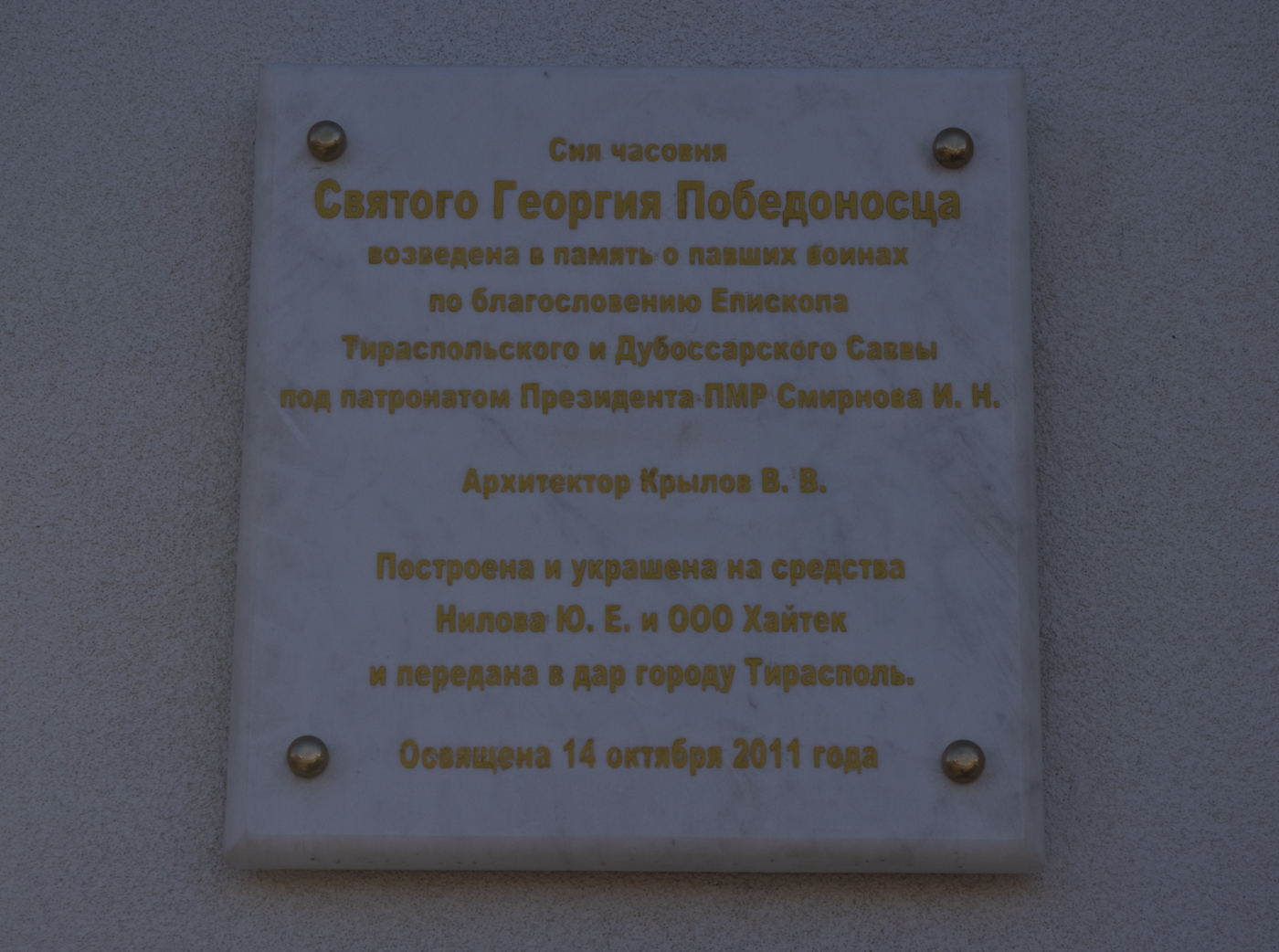
Информация о строительстве часовни
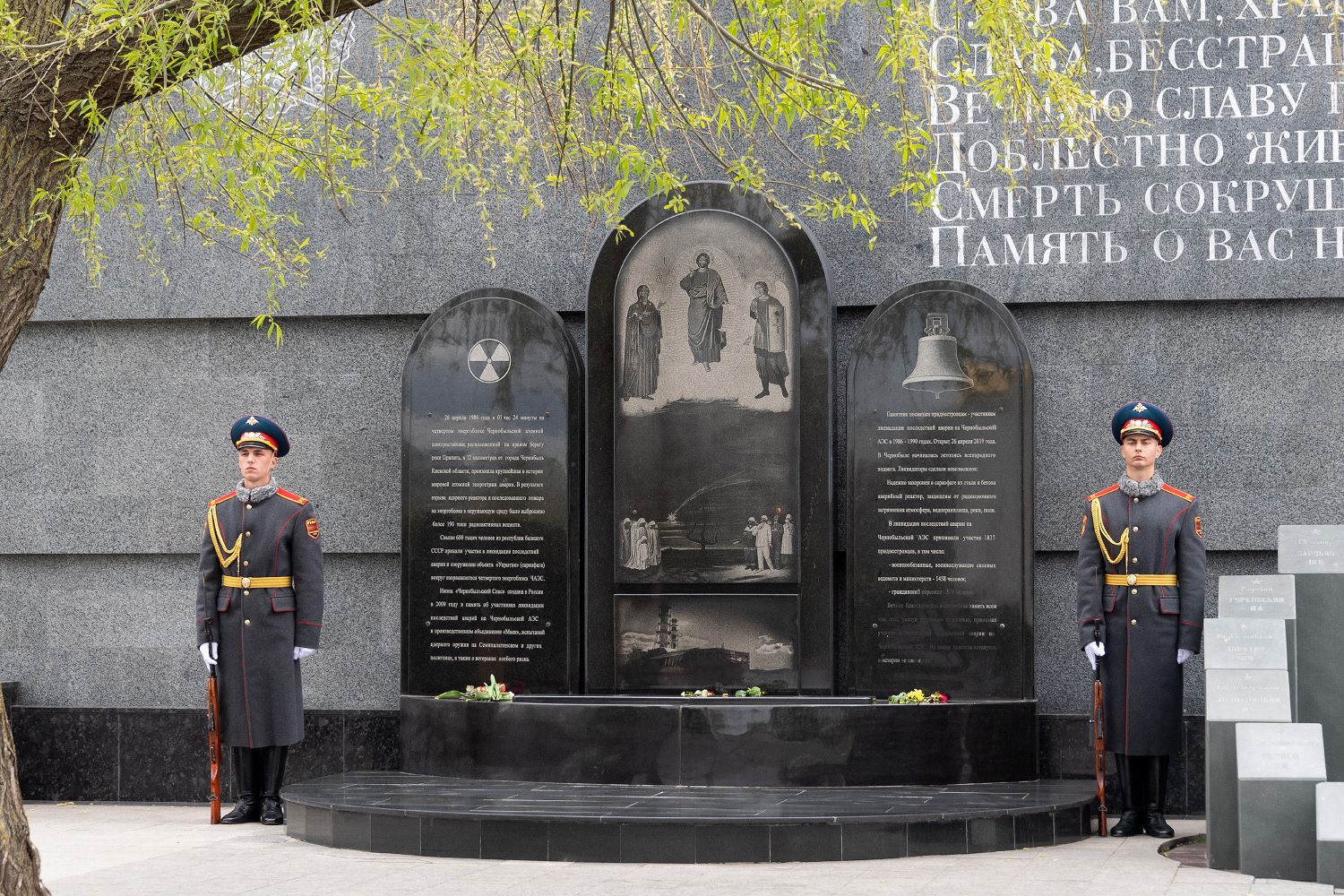
Памятник ликвидаторам последствий чернобыльской аварии